# Conistra polita
Conistra polita là một loài bướm đêm trong họ Noctuidae.